# Snowidowicze
Snowidowicze (ukr. Сновидовичі, Snowydowyczi) – wieś na Ukrainie, w obwodzie rówieńskim, w rejonie sarneńskim, w hromadzie Rokitno. W 2001 liczyła 1005 mieszkańców.
W okresie międzywojennym wieś znajdowała się w granicach II RP, wchodząc w skład gminy Kisorycze w powiecie sarneńskim, w województwie wołyńskim.